# El cas Abel Trem
El cas Abel Trem (títol original en hongarès, Magyarázat mindenre) és una pel·lícula dramàtica de producció hongaresa i eslovaca del 2023 dirigida per Gábor Reisz, que va coescriure el guió amb Éva Schulze. S'ha doblat i subtitulat al català.
La pel·lícula es va estrenar al 80è Festival Internacional de Cinema de Venècia, on va guanyar el premi Horitzons a la millor pel·lícula. Es va estrenar als cinemes d'Hongria el 5 d'octubre de 2023.